# Do You Really Love Me Too
"Do You Really Love Me Too" is een nummer geschreven door Mark Barkan en Ben Raleigh en voor het eerst uitgebracht door de Amerikaanse popzangeres Barbara Chandler als de achterkant van "I Live To Love You" in oktober 1963. Oorspronkelijk heette het "Fool's Errand", maar bij de Britse release van de single in december 1963 werd de naam gewijzigd in "Do You Really Love Me Too".

## Billy Fury-versie
Een week nadat Chandlers versie in het Verenigd Koninkrijk werd uitgebracht, bracht de Engelse zanger Billy Fury zijn eigen versie uit, getiteld "Do You Really Love Me Too (Fool's Errand)", als single, die een 13e plaats bereikte in de Record Retailer Top 50.